# Loczek

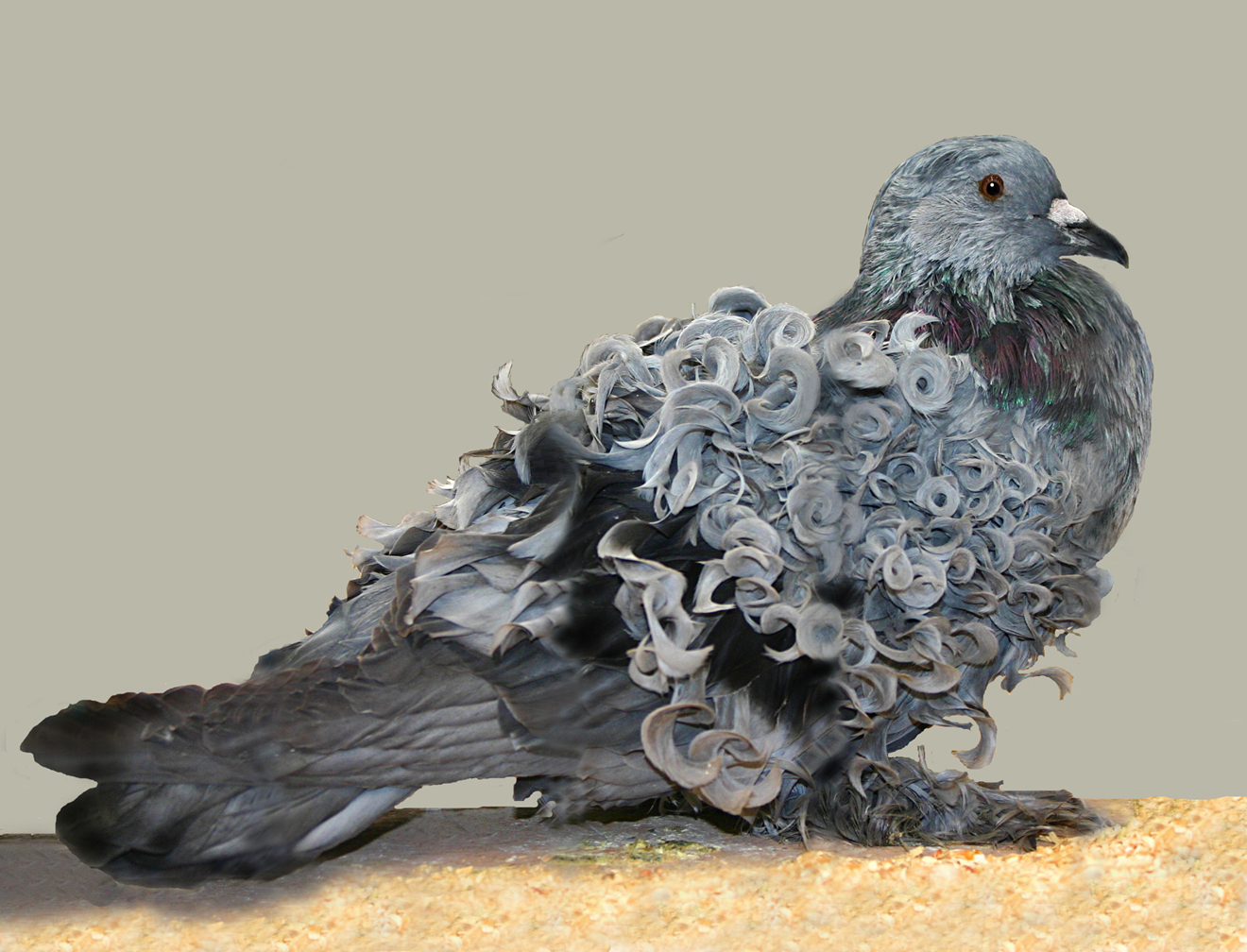
Odmiana niebieska

Loczek to gołąb z grupy strukturalnych. Jest bardzo charakterystyczny, ze względu na zakręcone pokrywy skrzydłowe. Wyróżnia się 18 odmian barwnych. Średnica obrączki powinna wynosić 9mm. Został opisany ok. roku 1600. Możliwe, że przodkami loczka były odmiany gołębi z Azji i południowo-wschodniej Europy z lekko kędzierzawymi piórami. Pierwsze w Niemczech stowarzyszenie hodowców tej rasy zostało założone w roku 1905, a została ona uznana w standardzie w 1909 r. Ma sklepioną pierś oraz szerokie ramiona. Tarcza skrzydeł jest zaokrąglona. Na średniej wielkości głowie pióra są gładkie lub występuje okrągła korona. Ma czerwone oczy, w przypadku odmian tarczowych-ciemne. Loczki są bardzo spokojne.